# Vale Tanana

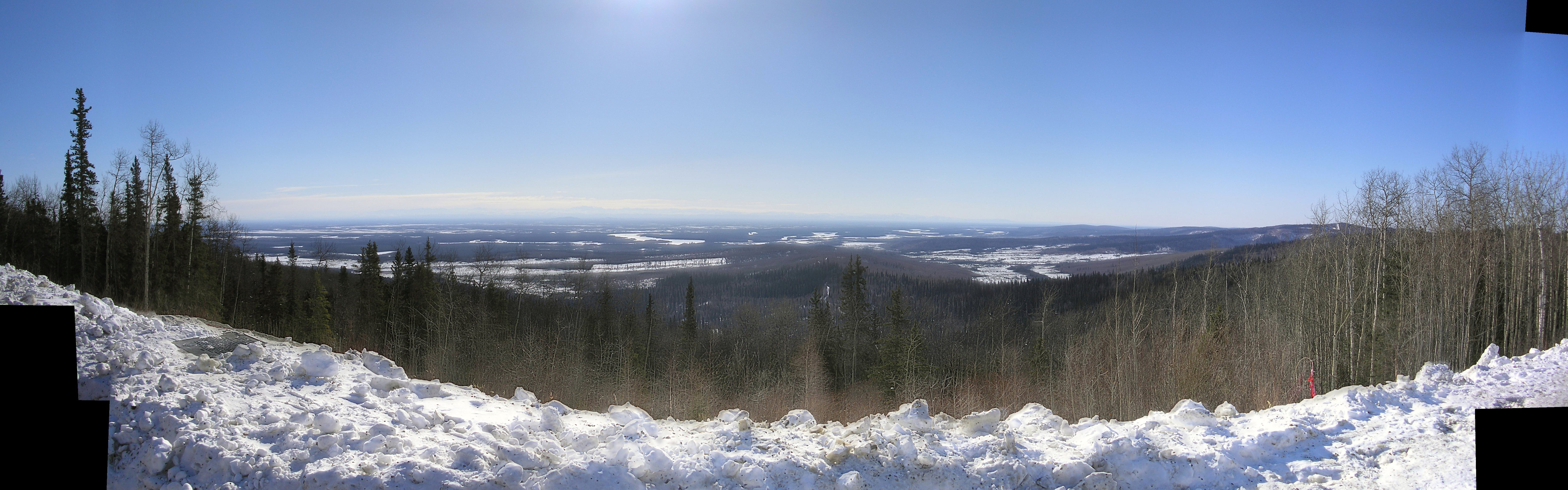
Vista do Vale Tanana

O Vale Tanana é uma região baixa do estado do Alasca, EUA, no lado norte da Cordilheira do Alasca onde o Vale Tanana emerge-se das montanhas.

## Clima
A região experimenta extremas temperaturas durante o ano (temperaturas negativas). Durante o inverno, o ar está propenso à estratificação devido às inversões de temperatura, levando a formação de nevoeiros. Durante o verão, as planícies circundantes do vale possuem características pantanosas e inclui muito permafrost e muitos pingos.

## Comunidades
O Vale Tanana é a região mais populosa do Alasca ao norte da Cordilheira. Sua maior cidade é Fairbanks. Outras comunidades incluídas são:
- College
- Chena Hot Springs
- Eielson AFB
- Ester
- Fort Wainwright
- Fox
- Manley Hot Springs
- Nenana
- North Pole
- Two Rivers